# Rakona (odbočka)

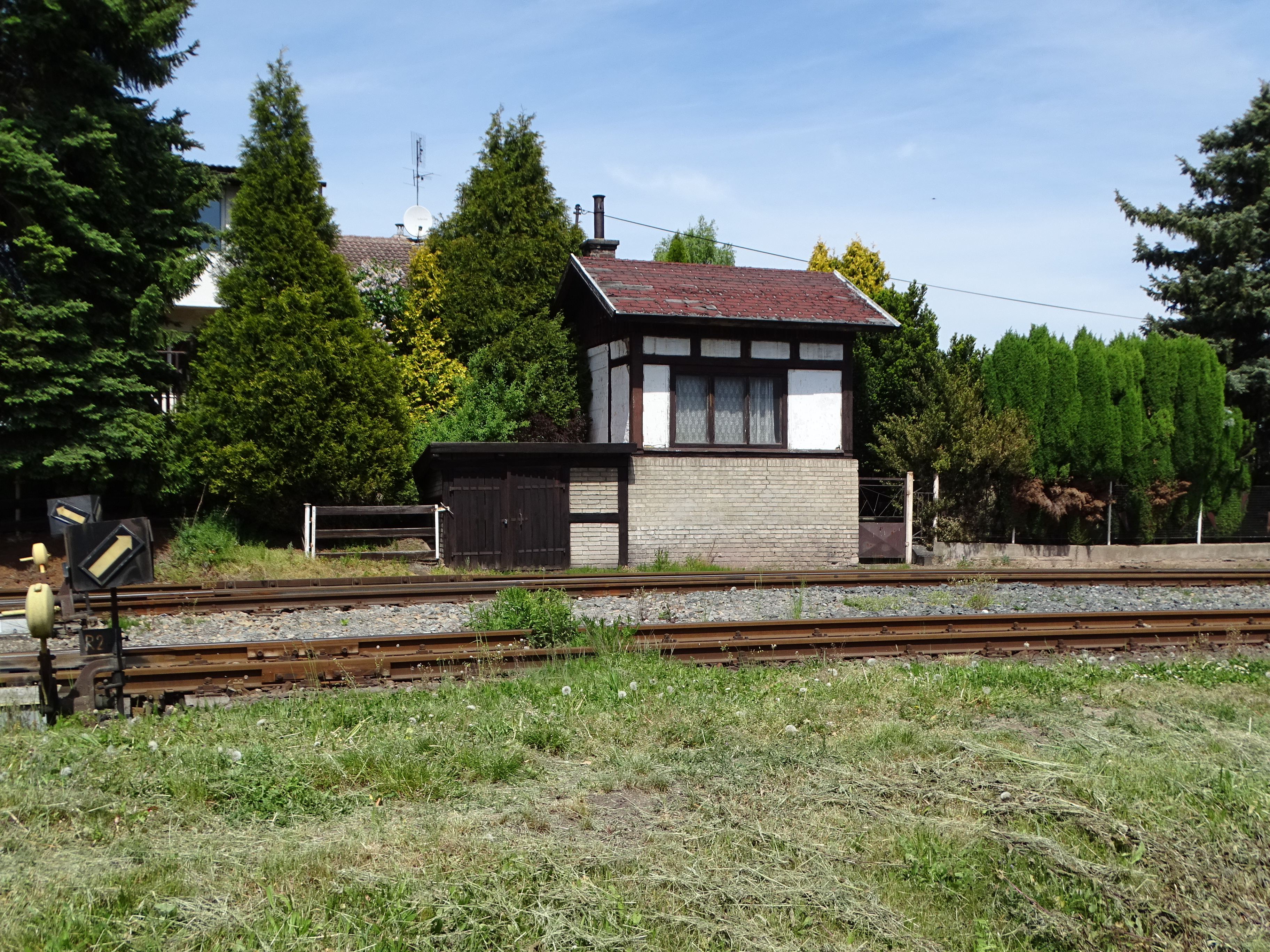
Bývalé stavědlo odbočky Rakona

Rakona (nebo též Odb Rakona) byla odbočka, která se nacházela v km 1,180 trati Rakovník – Bečov nad Teplou mezi stanicí Rakovník a dopravnou Senomaty. V odbočce se od odpojovala trať do Mladotic a vlečka silo. Byť toto odbočení stále existuje a používá se, nejedná se již o odbočku, ale součást stanice Rakovník. Místo leží v západní části Rakovníka u ulice V Lubnici.

## Historie
Odbočka byla zprovozněna 9. července 1899 současně s otevřením tratě do Mladotic, která se v odbočce napojila na starší trať z Rakovníka do Bečova nad Teplou. Ještě v roce 2002 je odbočka uváděna jako samostatná dopravna, zřejmě v roce 2008 začleněna do stanice Rakovník, jejíž součástí byla minimálně od roku 2011. Byť byla původně uváděna jako obvod stanice pod původním názvem odbočka Rakona, v roce 2021 už není v rámci stanice Rakovník nijak odlišena a je její integrální částí.

## Popis odbočky
V závěru své samostatné existence byla odbočka vybavena elektromechanickým zabezpečovacím zařízením s výhybkami přestavovanými pákami a drátovody. Zabezpečovací zařízení ovládal signalista ze stavědla odbočky. Celkem byly v odbočce tři výhybky: č. 1 na rozdělení tratí, č. 2 odbočující již z mladotické větve směrem na vlečku silo a R2 již na vlečce mezi silem a podnikem Rakona. Vjezdové návěstidlo od Rakovníka bylo světelné s označením S (v km 1,170), od Senomat bylo mechanické vjezdové návěstidlo JL (v km 1,515), od Lubné bylo rovněž mechanické vjezdové návěstidlo s označením KL (v km 1,570). Zajímavostí bylo světelné vjezdové návěstidlo VL z vlečky sila (v km 1,381).
V roce 2000 fungovalo mezi odbočkou a Rakovníkem telefonické dorozumívání, v ostatních směrech byl provoz řízen dle předpisu D3 s tím, že sousedními dopravnami byly Lubná a Senomaty.
Zřejmě v roce 2008 v návaznosti na přestavbu vlečky Rakona bylo v odbočce vybudováno reléové zabezpečovací zařízení (RZZ) a samostatná odbočka zanikla, neboť se stala součástí stanice Rakovník. Byť v samotném Rakovníku ještě zůstalo elektromechanické zabezpečovací zařízení, pult RZZ obvodu odbočka Rakona byl umístěn v dopravní kanceláři v Rakovníku, v místě odbočky již žádný dopravní zaměstnanec nebyl. Napojení na vlečku bylo nově zajištěno pomocí dvojité kolejové spojky (místo původní jednoduché), což znamenalo použití čtyř výhybek, pátá výhybka pak byla v místě dělení tratí.
Všechna návěstidla byla nově světelná a došlo k jejich posunutí. Návěstidlo JL bylo nově až v km 2,237, čímž se do obvodu stanice Rakovník dostala i zastávka Rakovník západ v km 1,672 trati na Blatno u Jesenice. Návěstidlo KL bylo nově v km 1,850, od osobního nádraží byl obvod kryt odjezdovým návěstidlem SJ (v osobním nádraží byly pro odjezd tímto směrem cestová návěstidla). Pro odjezd z vlečky již nesloužilo hlavní návěstidlo, ale dvě seřaďovací návěstidla (od Rakony a od sila). V následujících letech docházelo ještě k dalším úpravám v umístění návěstidel.